# بانک مرکزی اکوادور
بانک مرکزی اکوادور (اسپانیایی: Banco Central del Ecuador (BCE)‎) بانک مرکزی اکوادور است، که در سال ۱۹۲۷ توسط دولت اکوادور تأسیس شد.